# Martin Uhnák
Martin Uhnák (Nitra, 23 gennaio 1990) è un ex hockeista su ghiaccio slovacco, di ruolo ala sinistra.

## Carriera
Uhnák è cresciuto nella squadra della sua città, il Nitra. Ha fatto il suo esordio in massima serie nella stagione 2007-2008 dividendosi tra il suo club di appartenenza ed il HK VSR SR 20 (poi dalla stagione successivo divenuto HK Orange 20), che di fatto era la nazionale under 20 slovacca, iscritta alla massima serie per dare occasione ai giovani di fare esperienza.
In seconda serie ha vestito le maglie di HK Trnava, HC Topoľčany e HC Prešov 07.
Dal 2012 al 2014 ha vestito per tre stagioni la maglia degli Ice Tigers Nové Zámky, con cui ha disputato la MOL Liga (vincendola nel 2013-2014) ed alcuni incontri con la seconda squadra che disputava la terza serie.
Nella stagione 2014-2015 si è trasferito negli Stati Uniti d'America, dove ha vestito la maglia dei Berkshire Battallion in Federal Hockey League, giocando comunque ancora alcuni incontri con gli Ice Tigers Nové Zámky.
Nel settembre 2015 fu ufficializzato il suo passaggio ai Dayton Demolition, squadra nata in seguito allo spostamento dei Berkshire Battallion a Dayton.
Dopo la scomparsa dei Demolition, fu messo sotto contratto dai Danbury Titans. Dopo 14 incontri passò ai Port Huron Prowlers, con cui terminò la stagione. 
Nell'estate del 2017 ha fatto ritorno in patria, all'HC Topoľčany dove aveva già giocato nella stagione 2011-2012. Dopo tre stagioni è passato all'HK Levice, sempre nella seconda lega slovacca, con cui ha chiuso la carriera da giocatore nel 2022.
Sin dal 2019 è stato nominato general manager dei Philosophers Nitra, squadra che gioca il campionato universitario EUHL.

## Palmarès
- MOL Liga: 1

Ice Tigers Nové Zámky: 2013-2014